# Masatoshi Koshiba
Masatoshi Koshiba (Japans: 小柴昌俊, Koshiba Masatoshi) (Toyohashi, 19 september 1926 – 12 november 2020) was een Japans natuurkundige die in 2002 de Nobelprijs voor Natuurkunde kreeg met Raymond Davis Jr. en Riccardo Giacconi "voor hun pioniersbijdrage tot de astrofysica, in het bijzonder de ontdekking van kosmische neutrino's".

## Biografie
Koshiba genoot zijn opleiding aan de universiteit van Tokio (bachelor in 1951) en de universiteit van Rochester (Ph.D. in 1955). Na drie jaar als onderzoeksassistent gewerkt te hebben voor de universiteit van Chicago keerde hij terug naar Japan. In 1958 werd hij aangesteld als docent natuurkunde bij de universiteit van Tokio, in 1970 werd hij er benoemd tot hoogleraar. Van 1987 tot 1997 was Koshiba hoogleraar natuurkunde aan de Tokai-universiteit. Later was hij senior raadgever van de "International Conference on Environment Pollution and Prevention (ICEPP).
Pas toen hij tegen de zestig liep en met pensioen zou gaan kreeg hij te maken met het project dat zijn naam zou vestigen. Voortbouwend op het werk verricht door Raymond Davis construeerde Koshiba in de Japanse Kamioka-zinkmijn een ondergronds observatorium voor het opsporen van zonneneutrino's. De Kamiokande II, een enorme tank gevuld net 2140 ton water en omringd met elektronische fotomultiplicatorbuizen voor het waarnemen van de blauwe lichtflitsen (Tsjerenkov-effect) die ontstaan als neutrino's interacteren met de atoomkernen van de watermoleculen. Koshiba kon Davis’ resultaten bevestigen – dat de zon veel minder neutrino's produceert dan theoretisch was voorspeld.
Na de bouw van een groter, meer gevoeligere detector genaamd de Super-Kamiokande – operationeel in 1996 – vond Koshiba sterke aanwijzingen voor wat wetenschappers reeds vermoedden: neutrino's, waarvan drie soorten bekend zijn, veranderen onderweg van de ene soort in een andere. In hun veranderde gedaante waren neutrino's onzichtbaar geworden voor de detectoren.
Voor hun onderzoek naar kosmische neutrino's werden Koshiba en Davis in 2002 geëerd met de helft van de Nobelprijs voor de Natuurkunde. De andere helft ging naar Riccardo Giacconi voor zijn werk in de röntgenastronomie. Verder werd Koshiba onderscheiden met de Wolfprijs (2000), de Benjamin Franklin Medal (2003) en de Orde van de Rijzende Zon (2003).